# Saint-Joseph, Manche

Saint-Joseph este o comună în departamentul Manche, Franța. În 1 ianuarie 2022 avea o populație de 817 de locuitori.